# Puška pro přesnou střelbu

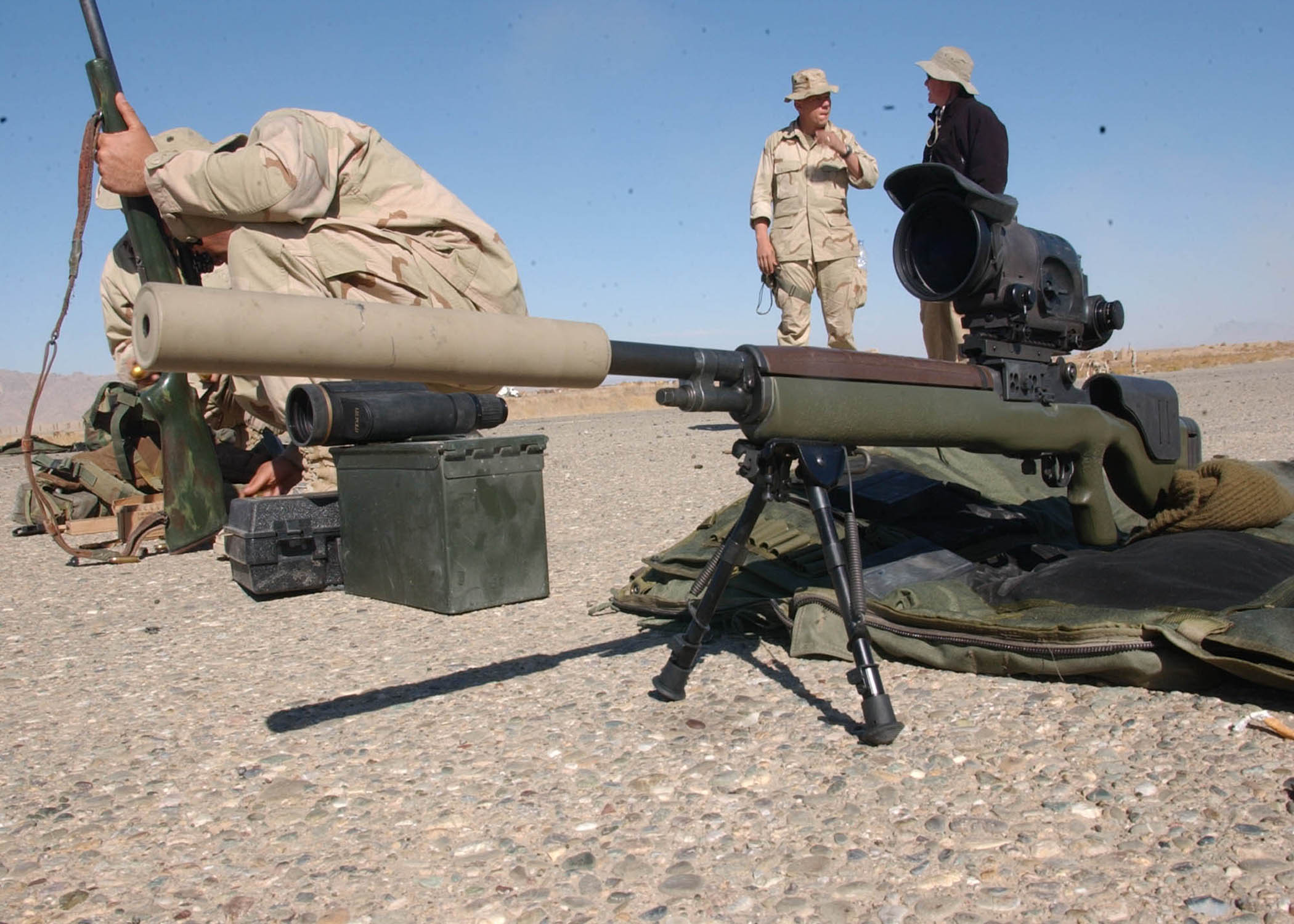
M14 DMR americké námořní pěchoty

Puška pro přesnou střelbu či ostrostřelecká puška (anglicky Designated Marksman Rifle – DMR) je dlouhá palná zbraň, jejímž hlavním určením je mířená střelba na vzdálenost přesahující efektivní dostřel běžných pěchotních zbraní. Pušky kategorie DMR se liší od odstřelovacích pušek důrazem na taktické použití již na úrovni družstva. Rovněž se od nich neočekává dosažení vlastností specializovaných zbraní odstřelovačů, kteří mají obvykle ve výzbroji opakovací pušky.
Pušky pro přesnou střelbu většinou vycházejí ze standardních útočných nebo bitevních pušek (battle rifle). Jejich konstrukce a vlastnosti však zohledňují nutnost dosažení vyšší přesnosti a dostřelu, což vyžaduje některé z následujících úprav: lepší kvalitu zpracování (výrobní tolerance), delší a těžší hlaveň, montáž optického zaměřovače a sklopné dvojnožky či použití výkonnější munice oproti běžně používaným nábojům střední balistické výkonnosti.
Za jednu z prvních moderních zbraní DMR je považována odstřelovací puška Dragunova (SVD), která vznikla v 60. letech na základě požadavku sovětské armády, aby byla pěší družstva schopná vést účinnou palbu na vzdálenost přesahující dostřel automatů Kalašnikova. Pušky SVD se dočkaly širokého rozšíření a v roli pušek pro přesnou střelbu, resp. odstřelovacích pušek na úrovni družstev, je používá i Armáda České republiky. V roli DMR se uplatnily také pušky, které byly původně považovány ve srovnání s novějšími zbraněmi za zastaralé, například americké M14 sloužící po boku útočných pušek M16 a karabin M4. Mezi nejnovější ostrostřelecké pušky patří německé Heckler & Koch HK417, speciální varianty belgických FN SCAR nebo Zbrojar Z-10.